# Giuseppe Mirabella
Giuseppe Mirabella (Enna, 24 gennaio 1972) è un chitarrista e compositore italiano.

## Biografia
È laureato in ingegneria informatica e in discipline musicali.
Nel 1999, in seno alla rassegna Umbria Jazz Festival, vince una borsa di studio per frequentare il Berklee College of Music di Boston e il Berklee Umbria Jazz Award come migliore chitarrista dei corsi.
Nel 2001 vince il concorso internazionale Eddie Lang Jazz Festival.
Dal 2008 al 2012 fa parte stabilmente del trio A Tribute to Oscar Peterson del pianista Dado Moroni con il quale è presente in alcuni teatri e rassegne jazzistiche nazionali.
Nel 2009 a Udine, prende parte alla registrazione di Light, album del pianista Giovanni Mazzarino.
Insieme a Salvatore Pennisi, docente della facoltà di Ingegneria Elettronica dell'Università di Catania, pubblica nel 2012 l'album Braintrain.
A fianco del sassofonista Francesco Cafiso, ha collaborato agli arrangiamenti e partecipato alla registrazione di Don't Stop.
Nel 2014, in veste di produttore artistico, arrangiatore, compositore e chitarrista, registra il disco Kairòs del pianista/trombettista Dino Rubino.
Nel 2017, sempre a fianco di Dino Rubino registra Where is the happiness? .
Fa parte della Open Band del compositore e batterista Mimmo Cafiero.
Ha pubblicato in qualità di produttore artistico e compositore gli album: Moods nel 2008, Braintrain nel 2012, Naumachia nel 2013 e Kairòs nel 2014.
È l’ideatore di guitarLayers, un software professionale per la didattica della chitarra e di altri strumenti a corde.

## Discografia

### Come leader o co-leader
- 2008 – Moods (Inarte records)[34]
- 2011 – Braintrain (Jazzy Records) (con Salvatore Pennisi)[35]
- 2012 – Naumachìa (Abeat)[36][37][38][39]
- 2014 – Kairòs Dino Rubino (Tùk Music) (con Dino Rubino)[40]

### Come sideman
- 2009 – Light, Giovanni Mazzarino (Philology) (con Giovanni Mazzarino)
- 2017 – Where is the happiness?, Dino Rubino (Tùk Music) (con Dino Rubino)
- 2009 –  My Shining Hours, Cinzia Roncelli (Philology)[41]
- 2017 – Dear George, Flora Faja (Brass Records)
- 2017 – Red Inside, Antonella Catanese (Jazzy Records - Egea Distribution)
- 1998 – Day by Day, Esmeralda Ferrara (Philology)
- 2016  – Live at Open Jazz Club, Mimmo Cafiero feat. Alessandro Presti & Giuseppe Mirabella

Compilation
- Give me Five by Foot' (Tùk Music)
- Jazz Café, Vol. 4 (Chillin Guitar Classics in Lounge) - (Believe)
- Piazza... In Arte - (Inarte Records)
- Live in Biancavilla - (Anagliphos)

## Riconoscimenti
- Primo premio assoluto al Concorso Internazionale "Eddie Lang Jazz Festival" per giovani chitarristi jazz (2001)[5].
- "Borsa di studio assegnata dal Berklee College of Music" di Boston e premio "Migliore chitarrista" durante i seminari della Berklee all'Umbria Jazz Festival (1999)[4].

## Pubblicazioni
- GuitarLayers, moreOrless Music srl, distribuito da Apple[42]